# 친구수
친구수(親構數,Friendly number)는 약수의 합을 그 정수로 나눈 과잉수 지수가 같은 정수를 말한다. 또한 자연수의 진약수를 모두 더한 값이 서로 같은 둘 이상의 자연수의 쌍을 의미한다. 예를 들어 6을 진약수의 합으로 가지는 수는 6과 25로 두가지이므로 6과 25는 친구수 관계다. 10과 49도 마찬가지로, 진약수의 합이 8로 같으므로 친구수이다.
친화수 또는 우애수 라 부르기도 한다.